# أبو البهلول العوام
العوام بن محمد بن يوسف الزجاج المعروف باسم أبو البهلول كان من قبيلة عبد القيس في البحرين وقد أطاح بحكم القرامطة الإسماعيليين في عام 1058. وهو مؤسس الموضع الذي يُعرف الآن بقرية العوامية في القطيف.

## السيرة الذاتية
كان أبو البهلول ضامنا لخراج أوال من والي القرامطة في البحرين جعفر بن أبي محمد بن عرهم. وكان له أخ يقال له أبو الوليد مسلم وكان خطيب أوال وهو من أهل الدين والمتظاهرين بالسنن. لم يكن بجزيرة أوال جامع يصلى فيه فبذل أبو البهلول للقرامطة ثلاثة آلاف دينار على تمكينهم أن يبنوا جامعا ليجتمع إليه العجم والمسافرون إليهم فإنهم نافرون من خلو البلد من جامع تصلى فيه الجمعة وهم خائفون من انقطاعهم لذلك عنهم بالجملة. وهكذا أذن القرامطة ببناء الجامع وكان خيارهم على موقع قريب من المركز التجاري للجزيرة لكي يجلب التجار.
فلما تم بناؤه صعد أبو الوليد المنبر وخطب للخليفة أبو جعفر عبد الله القائم بأمر الله وصلى الجمعة فقال من يهوى القرامطة: هذه بدعة قد أحدثها بنو الزجاج بالحيلة والخداع. ويبدو جليا خطة أبو البهلول الذي جعل من هذا الجامع منطلقا لثورة مذهبية على القرامطة يكون هو جناحها العسكري وأخوه الجناح الديني. وفي هذه الفترة كانت الدولة العباسية تحت سيطرة دولة بني بويه الشيعية إلا أن سياسة بنو بويه اقتضت أن تكون خطب الصلاة للخليفة العباسي القائم بأمر الله. لم تنتبه بعد القرامطة لذلك بل وعززوا موقف أبي البهلول لأنه يبذل لهم المال فقد ذكر في مخطوط ديوان ابن مقرب: (فأجابوا بأن لايعترضوا في مذهبهم ولايمنعوا عن خطبتهم وفجروا على سنتهم وصار لهم بما فعلوه السوق الكبيرة والفائدة الكثيرة لأن أكثر تلك النواحي إلى ذلك مائلون وبه متدينون). ويتضح من هذه العبارة أن الغالبية ليسوا على مذهب القرامطة بل كانوا يتحينون الفرصة ليظهروا معتقدهم.
في عام 1058 حدثت حركة البساسيري في بغداد الذي غير خطبة الجمعة للخليفة الفاطمي للمستنصر بالله فحاول من يتبع القرامطة أن يغير أبو الوليد كذلك خطبه باسم المستنصر بالله إلا أن أبا البهلول أنفذ إلى القرامطة هدية قرنها بالمسألة لهم في إجرائهم على رسمهم من غير تغيير لعادتهم فرجع الجواب بأن لا يغير لأبي البهلول رسم ولا يفسخ له شرط وليخطب أخوه لمن شاء وأحب.
وهكذا تمكن أبو البهلول من إحكام سيطرته على ابن عرهم ناظر القرامطة في جزيرة أوال وحدث نوع من التخاذل بين أبي البهلول وأبي عرهم وذلك في التكاسل لدفع الأموال للقرامطة فعزلت القرامطة ابن عرهم وولوا غيره وأمروه بالقبض على أبي البهلول وأصحابه. استجار أبو البهلول وأصحابه بأحد رجالات عبد القيس وهو أبو القاسم بن أبي العريان الذي كان متقدما في أوال ومن ذوي العشائر والأصحاب وكان المطلوب الامتناع عن إعطاء الخراج للقرامطة حتى عودة الناظر السابق للقرامطة ابن عرهم. أخذ أبو العريان وأبو البهلول في استدعاء متقدمي الضياع والسواد وإظهارهم على ما فعلاه وادخالهم فيما اعتزما عليه فما منهم مخالف لهما ولا ممتنع عليهما إيثارا لعودة بن عرهم وحصل معهما نحو ثلاثين ألف رجل. عندما علم ناظر القرامطة الجديد بذلك حاول القبض على ابن العريان وأبي البهلول إلا أن الرجال باغتته وطردته من الجزيرة.
عندما علم القرامطة بذلك أنفذ أبو عبد الله بن سنبر وزير القرامطة بعض أولاده إلى عمان لحمل مال وسلاح من عمان فعرف أبو البهلول وابن أبي العريان ذلك فكمنا له في عودته من عمان وقتلاه وقتلا معه أربعين رجلا معه صبرا بين أيديهما وأخذا ما صحبه وكان خمسة آلاف دينار وثلاثة آلاف رمح ففرقاها في رجالهما. وهكذا لم يبقى أمام القرامطة إلا الحيلة فراسلوا أبي العريان ووعدوه بالعطاء وأن يولى جزيرة أوال وذلك مقابل مساعدته في القضاء على أبي البهلول وأنهم سيرسلون جيشا ليقبضوا على أبي البهلول وأعوانه.
لكن أبا البهلول فطن للمكيدة وتربص بأبي العريان حتى قتله وهو يغتسل مع غلامه في عين أبو زيدان. لم تعلم القرامطة بالأمر فجاؤوا محملين بالسلاح على أن يدخلوا البلد دون مقاومة إلا أن أبو البهلول قد أطاح بهم في كمين وأخذ سلاحهم. وبذلك أحكم أبو البهلول سيطرته على أوال وجعل أخاه أبو الوليد وزيرا له.
إن النجاح الذي حققه أبو البهلول في جزيرة أوال دفع زعامات أخرى من عبد القيس للتحرك فكانت القطيف المحطة الثانية التي شهدت ثورة على الحكم القرمطي فيها فلقد ثار يحيى بن عياش الجذمي وتمكن من إخراج القرامطة من القطيف والاستيلاء عليها ولم يتمكن القرامطة من التصدي له فاضطروا إلى التقهقر إلى الإحساء والاحتماء داخل أسوارها فتحرك لها زعيم ثالث من عبد القيس و هو عبد الله بن علي العيوني نسبة إلى العيون وهي محلة تقع شمال الإحساء.
لا يعرف تاريخ خروج كل من ابن عياش وعبد الله العيوني على القرامطة إلا أن المرجح هو سبعينيات القرن الحادي عشر وذلك أن المصادر أجمعت على أن عبد الله استولى على الإحساء عام 1076م.
راسل أبو البهلول الدولة العباسية لطلب المساعدة للقضاء على باقي القرامطة وتوحيد المنطقة تحت رايته وكذلك فعل عبد الله أما بن عياش فحاول توحيد المنطقة تحت رايته وبدأ بالحروب مع أبي البهلول إلا أن المنية عاجلته فخلفه ابنه زكريا الذي استطاع دخول جزيرة أوال والقضاء على أبي البهلول.

### فهرس المراجع
منشورات
عربيَّة
1. ↑  المسلم (1962)، ص. 52.
2. ↑  خليل (2006)، ص. 69.
3. ↑  خليل (2006)، ص. 70.
4. ↑  المسلم (1962)، ص. 157.
5. ↑  المديرس (2002)، ص. 75–76.
6. 1 2  المسلم (1962)، ص. 158.
7. ↑  الملا (2014)، ص. 150.
8. ↑  خليل (2006)، ص. 101.
9. ↑  المديرس (2002)، ص. 80.

مواقع وب
عربيَّة
1. ↑  حسين، الخميس-حسين محمد. "أبو البهلول يبني المسجد و يطيح بالقرامطة". صحيفة الوسط البحرينية. مؤرشف من الأصل في 2021-01-31. اطلع عليه بتاريخ 2024-08-14.

### بيانات المراجع (مُرتَّبة حسب تاريخ النَّشر)
الكُتُب
العربيَّة
- محمد سعيد المسلم (1962)، ساحل الذَّهب الأسود: دراسة تاريخيَّة إنسانيَّة لمنطقة الخليج العربي (ط. 2)، بيروت: دار مكتبة الحياة، OCLC:4770017200، QID:Q129093272
- عبد الرحمن بن مديرس المديرس (2002). الدولة العُيُونيَّة في البَحْرَيْن: 469-636هـ/1076-1238م. الرياض: دارة الملك عبد العزيز. ISBN:9960-693-81-3. LCCN:2003346798. OCLC:52358413. OL:20126399M. QID:Q118072568.
- محمد محمود خليل (2006). تاريخ الخليج وشرق الجزيرة العربية المسمى إقليم البحرين: في ظل حكم الدويلات العربية (العيونيين-العصفوريين-بني جروان-سلطنة هرمز-الجبور) (ط. 1). القاهرة: مكتبة مدبولي. ISBN:977-208-592-5. LCCN:2006308817. OCLC:70634495. OL:16272475M. QID:Q118669529.
- عبد الرحمن بن عثمان بن محمد الملا (2014). تاريخ الإمارة العيونية في بلاد البحرين (ط. 1). الخبر: الدار الوطنية الجديدة. ISBN:978-9960-691-79-4. LCCN:2016339576. OCLC:958224607. OL:44587747M. QID:Q118210223.